# Okręg wyborczy nr 32 do Sejmu Polskiej Rzeczypospolitej Ludowej (1989–1991)
Okręg wyborczy nr 32 do Sejmu Polskiej Rzeczypospolitej Ludowej (1989–1991) obejmował Katowice oraz gminę Mysłowice (województwo katowickie). W ówczesnym kształcie został utworzony w 1989. Wybieranych było w nim 5 posłów w systemie większościowym.
Siedzibą okręgowej komisji wyborczej były Katowice.

## Wybory parlamentarne 1989

### Mandat nr 119 –Polska Zjednoczona Partia Robotnicza
| Kandydat | I tura | I tura | II tura | II tura |
| Kandydat | Głosów | %      | Głosów  | %       |
| --- | ------ | ------ | ------- | ------- |
| Herbert Gabryś                                                                                                 | 34 867 | 18,95  | 35 757  | 45,74   |
| Wacław Bednarczyk                                                                                              | 31 168 | 16,94  | 30 416  | 38,91   |
| Zbigniew Messner                                                                                               | 22 849 | 12,42  | —       | —       |
| Liczba głosów ważnych: 184 021 (I tura) • 78 174 (II tura) Źródło: Państwowa Komisja Wyborcza I tura i II tura |        |        |         |         |

### Mandat nr 120 –Polska Zjednoczona Partia Robotnicza
| Kandydat | I tura | I tura | II tura | II tura |
| Kandydat | Głosów | %      | Głosów  | %       |
| --- | ------ | ------ | ------- | ------- |
| Teresa Czarnik-Sojka                                                                                           | 46 500 | 25,23  | 48 879  | 62,60   |
| Rajmund Moric                                                                                                  | 30 996 | 16,82  | 21 094  | 27,01   |
| Marcin Kamiński                                                                                                | 19 351 | 10,50  | —       | —       |
| Liczba głosów ważnych: 184 277 (I tura) • 78 087 (II tura) Źródło: Państwowa Komisja Wyborcza I tura i II tura |        |        |         |         |

### Mandat nr 121 –Stronnictwo Demokratyczne
| Kandydat | I tura | I tura | II tura | II tura |
| Kandydat | Głosów | %      | Głosów  | %       |
| --- | ------ | ------ | ------- | ------- |
| Jerzy Rusecki                                                                                                  | 43 673 | 23,31  | 37 873  | 48,76   |
| Stanisław Słowik                                                                                               | 40 938 | 21,85  | 28 047  | 36,11   |
| Liczba głosów ważnych: 187 349 (I tura) • 77 666 (II tura) Źródło: Państwowa Komisja Wyborcza I tura i II tura |        |        |         |         |

### Mandat nr 122 –Stowarzyszenie „Pax”
| Kandydat | I tura | I tura | II tura | II tura |
| Kandydat | Głosów | %      | Głosów  | %       |
| --- | ------ | ------ | ------- | ------- |
| Jan Waleczek                                                                                                   | 47 163 | 25,28  | 32 486  | 41,63   |
| Szczepan Balicki                                                                                               | 37 975 | 20,36  | 33 339  | 42,72   |
| Liczba głosów ważnych: 186 566 (I tura) • 78 035 (II tura) Źródło: Państwowa Komisja Wyborcza I tura i II tura |        |        |         |         |

### Mandat nr 123 – bezpartyjny
| Kandydat                                                          | Głosów  | %     |
| ----------------------------------------------------------------- | ------- | ----- |
| Walerian Pańko                                                    | 123 895 | 72,36 |
| Maria Trzcińska-Fajfrowska                                        | 22 701  | 13,26 |
| Jan Spyrka                                                        | 8201    | 4,79  |
| Barbara Czyż                                                      | 5382    | 3,14  |
| Krzysztof Pawlas                                                  | 2228    | 1,30  |
| Arkadiusz Mazur                                                   | 1927    | 1,13  |
| Czesław Wojnowski                                                 | 1859    | 1,09  |
| Liczba głosów ważnych: 171 229 Źródło: Państwowa Komisja Wyborcza |         |       |